# Moliendo café (álbum de Mina)
Moliendo café es el cuarto álbum de la cantante italiana Mina, publicado por la discográfica Italdisc en abril de 1962.
Es una "colección" de canciones ya publicadas en 45 RPM y que toma su nombre del título de la canción de apertura, Moliendo Café, un cover de una canción de 1958 escrita por Hugo Blanco, y que rápidamente se convirtió en un éxito internacional.
Hay otros covers en sus idiomas originales como Summertime en inglés y Sciummo en dialecto napolitano. En cambio, Chi sarà es una versión en italiano de la canción ¿Quién será? en español.
La versión en español del tema Il palloncino llamada El globito aparece en otras recopilaciones como Mina canta in spagnolo (1995) y Mina latina due (1999).
Excepto Giochi d'ombre, Champagne Twist y Summertime, todos los otros temas están acompañados por el maestro Tony De Vita y su orquesta.
Este álbum ha sido reeditado y remasterizado en diversas ocasiones y formatos diferentes.

## Lista de canciones
| N.º | Título                    | Duración |  |
| 1.  | «Moliendo café»           | 2:57     |  |
| 2.  | «Soltanto ieri»           | 3:25     |  |
| 3.  | «Quando c'incontriamo»    | 3:00     |  |
| 4.  | «Giochi d'ombre»          | 2:51     |  |
| 5.  | «Il palloncino»           | 2:07     |  |
| 6.  | «Il tempo»                | 2:37     |  |
| 7.  | «Champagne Twist»         | 2:32     |  |
| 8.  | «Summertime»              | 3:55     |  |
| 9.  | «Chi sarà (¿Quién será?)» | 2:16     |  |
| 10. | «Tu sei mio»              | 2:16     |  |
| 11. | «Sciummo»                 | 2:45     |  |
| 12. | «Cubetti di ghiaccio»     | 2:39     |  |

- Datos: Q3860218